# 女性モデル一覧
女性モデル一覧は、女性ファッションモデルの五十音順一覧。

## 日本

### あ行
- 相沢紗世
- 愛未
- 青山恭子
- 青山倫子
- Agatha
- 赤谷奈緒子
- 亜希（清原亜希、木村亜希）
- 安座間美優
- 朝川ちあき
- 朝倉理子
- 麻田有希
- 朝日奈央
- 浅野一都
- 阿部菜渚美
- 阿部まりな
- 芦田桂子
- 甘糟記子
- 雨宮亜衣
- 天野莉絵
- アヤカ・ウィルソン
- 鮎川陽子
- AYUMI
- alan
- 荒井萌
- 荒木さやか
- 荒木美裕
- アリス
- 有末麻祐子
- 有村実樹
- あんじ
- 杏
- 飯島美穂
- ikumi
- 池田エライザ
- 池田美優
- 石川亜沙美
- 石川紗都美
- 石川真央
- 石川萌
- 石坂友里
- 石田雪乃
- イシヅカユウ
- 石橋杏奈
- 伊藤沙耶
- 伊藤夏帆
- 伊東美咲
- 伊藤梨沙子
- 板橋瑠美
- 市川実日子
- 市川実和子
- 井上恵美子
- 今井ちひろ
- 今井りか
- 今宿麻美
- 磯野あゆみ
- 妹川華
- 入江美樹
- 岩﨑名美
- 岩下舞
- 岩田さゆり
- 岩田ゆり
- 依吹怜
- 岩堀せり
- 宇井愛美
- 植松真美
- 臼田あさ美
- 内田安咲美
- 内田仁菜
- 内村麻美
- 梅澤レナ
- 梅田えりか
- 生方ななえ
- 浦浜アリサ
- 榮倉奈々
- 江口真樹
- emma
- EMI
- 映美璃（エミリ）
- 江野沢愛美
- 遠藤賀子
- 遠藤友里菜
- 絵梨華
- 小濱なつき
- 大石参月
- 大内順子
- 大釜ケリー
- 大川藍
- 大木美里亜
- 大関さおり
- 太田在
- オードリー亜谷香
- 大西真美
- 大野いと
- 大政絢
- 大森美知
- 岡田紗佳
- 岡田マリア
- 小川沙織
- 小川友佳
- 小畑由香里
- 尾形幸子
- 尾形沙耶香
- 沖樹莉亜
- 奥田順子
- 岡部真子
- 岡本あずさ
- 岡本杏理
- 岡本玲
- 奥ゆり
- 越智千恵子
- 尾花貴絵

### か行
- 花楓
- カオリミクリヤ
- 香川絵馬
- 各務沙羅
- 加賀美セイラ
- 梶原麻莉子
- 片瀬那奈
- 勝木友香
- 加藤幸子
- 加藤夏希
- 加藤美佳
- 加藤ローサ
- 伽奈
- 金子絵里
- 兼田カロリナ
- 金原杏奈
- 加納永美子
- 夏帆
- 香里奈
- かりん
- 川口春奈
- 川崎彩
- 川島麻利
- 川原亜矢子
- 河村めぐみ
- 川村カオリ
- 神田うの
- 菅野結以
- 神戸蘭子
- 清河紗南
- 菊池亜希子
- 木口美和子
- 北川香織
- 北川景子
- 北川富紀子
- 北山詩織
- KYOKO
- 曲山英里
- 吉瀬美智子
- 城戸愛莉
- 木下ココ
- 木下優樹菜（Pabo）
- 木村カエラ
- 清原果耶
- 桐谷美玲
- 葛岡碧
- 草刈麻有
- 工藤えみ
- 工藤晴香
- 倉本康子
- 栗山絵美
- 暮沼まみ
- 黒岩伶奈
- 黒木なつみ
- 黒木メイサ
- 黒崎えりか
- 黒田知永子
- 黒田百合
- KEI
- ケリー
- 源崎トモエ
- 河本麻希
- 剛力彩芽
- 小泉亜子
- 小泉里子
- 小泉深雪
- 小出由華
- 古川結菜
- 古川優奈
- CoCo
- 国分佐智子
- 小谷津藍子
- 小西真奈美
- 小林明実
- 小林涼子
- 小松彩夏
- 小室安未
- 小柳歩
- 近藤智美

### さ行
- 三枝こころ
- 斉木のか
- 斎藤恵美
- 幸映
- 砂央里
- 坂田梨香子
- 佐久間絢子
- 桜井日奈子
- 桜井裕美
- 桜井美悠
- 佐々木希
- 佐田真由美
- Sachi
- 佐藤あずみ
- 佐藤ありさ
- 佐藤絵里佳
- SatomI
- 紗羅マリー
- 沢井美優
- 澤野井香里
- 澤野ひとみ
- しあつ野郎
- SHEILA
- SHELLY
- 塩川美佳
- 汐見麻佑子
- 汐見由香理
- 志田友美
- シトウレイ
- 篠田麻里子（AKB48）
- 篠原美紀
- ジヒョン
- SHIHO
- 島村まみ
- 清水富美加
- 志村玲那
- 下田奈奈
- シャウラ
- ジュリアナ
- JOSI
- シルビア
- 新川優愛
- 菅原沙樹
- 菅原禄弥
- 杉本有美
- 杉本愛莉鈴
- スザンヌ
- 鈴木えみ
- 鈴木サチ
- 鈴木ちなみ
- 鈴木奈々
- 鈴木美羽
- 鈴木友菜
- 杉永蘭
- 鈴原あいみ
- ステラかなえ
- すみれこ
- 純恋
- 清野菜名
- 清宮佑美
- 関綾乃
- 瀬畑茉有子
- 園原ゆかり
- 孫暐
- SONOMI

### た行
- TAO
- 平有紀子
- 高垣麗子
- 高木希
- 高田有紗
- 高橋里衣
- 高橋マリ子
- 高橋メアリージュン
- 高橋ユウ
- 高橋由真
- 高屋敷彩乃
- 高山都
- 高良光莉
- 滝沢カレン
- 滝沢沙織
- 田久保夏鈴
- 武井咲（たけい えみ）
- 竹下玲奈
- 竹田美沙紀
- 竹中三佳
- 竹花梓
- 竹富聖花
- 田才千恵
- 田澤美亜
- 田尻あやめ
- 橘美緒
- 立石晴香
- 田中彩友美
- 田中あさみ
- 田中真帆
- 田中美保
- 田中優夏
- 田中凛
- 田中若葉
- 田辺あゆみ
- 田波涼子
- 多部未華子
- 田丸麻紀
- 天田優奈
- チェルシー舞花
- 知念沙也樺
- 知花くらら
- 土屋アンナ
- 鶴岡ひなた
- 椿姫彩菜
- ティアラ
- 寺嶋早紀
- 寺田椿
- 寺本來可
- てんちむ（橋本甜歌）
- 土岐田麗子
- 徳澤直子
- 徳田いずみ
- 冨岡真理央
- 冨永愛
- 知華
- TOMOMI（高野人母美）
- 樋場早紀（とよば さき）
- トリンドル玲奈
- トンプソン・アイミ

### な行
- ナオミ
- 永井セーラ
- 中上サツキ
- 仲川希良
- 中嶋愛
- 永田美穂
- 中田絢千
- 中田唯
- 中田有紀
- 中野早杜子
- 永野桃子（黒木桃子・ESIE）
- 中別府葵
- 仲程仁美
- 仲間リサ
- 仲嶺梨子
- 中村アン
- 中村祐美子
- 中村里帆
- 中村瑠璃奈
- 中山絵梨奈
- 中山真見
- 夏居瑠奈
- 夏未エレナ
- 七菜香
- 菜々緒
- 奈々子
- Nanami
- NANAMI
- 西内まりや
- 西内裕美
- 西田有沙
- 西千春
- 西村みえこ
- 西山恵子
- 西山真以
- 西山茉希
- 仁香
- 生見愛瑠
- 野沢和香
- 能年玲奈
- 野崎夏帆
- 野中葵

### は行
- 橋本愛
- 橋本来留美
- 橋本優子
- 橋本麗香
- 長谷川京子
- 長谷川潤
- 長谷川理恵
- 長谷川沙遊
- はな
- 浜島直子
- 原瑞歩
- 原裕美子
- 林可奈子
- 林加奈子
- 林マヤ
- 早見あかり
- 春香
- 春名亜美
- 春名なこ
- 伴沙織
- 坂東希
- 東加奈子
- 東原亜希
- 日高薫
- 日南響子
- 平子理沙
- 平田香織
- 平野由実
- 比留川游
- 廣野理恵
- 広瀬アリス
- 福島リラ
- 福田明子
- 福本エミ
- 藤井かほり
- 藤井夏恋
- 藤井悠
- 藤井リナ
- 藤澤恵麻
- 藤田ニコル
- 藤村舞
- 藤原夏姫
- 藤原紀香
- 穂坂優子
- 細川藍
- 細谷理紗
- ほしな葉月
- 星菜優希
- 堀内葉子
- 本田真歩
- 本間理紗

### ま行
- 舞川あいく
- マイコ
- マギー
- 雅姫
- 増澤璃凜子
- 松井愛莉
- 松井さやか
- 松浦紗知子
- 松崎奈波
- 松下奈緒
- 松嶋菜々子
- 松島花
- 松田聖菜
- 松田園子
- 松原汐織
- 松原梨沙
- 松本孝美
- まゆみ
- 麻里
- マリエ
- マリエスタ
- 三浦葵
- Mie
- MiO
- ミオ
- 美香
- 未希
- 三樹りんな
- みさきゆう
- 水木リサ
- 水城さと子
- 水沢エレナ
- 溝口真央
- 溝口恵
- 道端アンジェリカ
- 道端カレン
- 道端ジェシカ
- 三戸なつめ
- 美波
- 南明奈
- 南波瑠
- 峰えりか
- 宮城夏実
- 宮坂絵美里
- 宮下みらい
- 宮田聡子
- 宮原華音
- 宮平佳奈
- 宮光真理子
- 宮本りえ
- 美優
- 美優紀
- 三吉彩花
- 宗田淑
- 村上実沙子
- 武藤静香
- MEG
- メロディー洋子
- 桃華絵里
- 森泉
- 森絵里香
- 森川葵
- 森貴美子
- 盛本真理子

### や行
- 柳生みゆ
- 八木アリサ
- 八木依子
- 八鍬里美
- 矢野未希子
- 山口いづみ
- 山口小夜子
- 山口尚美
- 山田優
- 山田みなみ
- 山野ゆり
- YUUKI（横山優貴）
- 悠美
- ゆな
- 夢子
- 由仁加
- ユリエ
- 百合華
- 吉川ひなの
- 吉田友利恵
- 吉田セイラ
- 吉田夏海
- 芳村真理
- 米倉涼子
- 米本紗弥香

### ら行
- ラブリ
- 理衣
- 陸守絵麻
- りょう
- リア・ディゾン
- Riena
- LIZA
- 梨花
- ローラ

### わ行
- 渡辺けあき
- 渡辺舞
- 渡部やえ
- 渡辺梨夏子